# Heliophanus pistaciae
Heliophanus pistaciae là một loài nhện trong họ Salticidae.
Loài này thuộc chi Heliophanus. Heliophanus pistaciae được Wanda Wesołowska miêu tả năm 2003.